# Fauna d'Austràlia

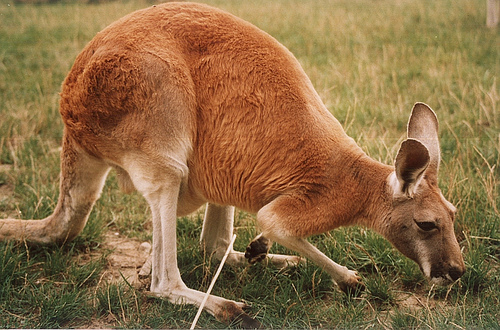
El cangur vermell és el macròpode més gran i un dels animals heràldics d'Austràlia. Apareix amb l'emú a l'escut d'Austràlia.

La fauna d'Austràlia es compon d'una enorme varietat d'animals únics: el 83% de mamífers, el 89% de rèptils, el 90% de peixos i insectes i el 93% d'amfibis que viuen al continent són endèmics d'Austràlia. Aquest alt grau d'endemisme es pot atribuir al llarg aïllament geogràfic del continent, l'estabilitat tectònica, i els efectes d'un patró inusual de canvi climàtic al sòl i flora al llarg del temps geològic. Un tret únic de la fauna d'Austràlia és la relativa escassetat de mamífers placentaris. Així doncs, els marsupials, un grup de mamífers que cuiden de les seves cries en una bossa, incloent-hi els macròpodes, opòssums i dasiüromorfs, ocupen els nínxols ecològics que els placentaris ocupen a la resta del món. Austràlia alberga dues de les cinc espècies vivents conegudes de monotremes, i té nombroses espècies verinoses, incloent-hi l'ornitorrinc, aranyes, escorpins, pops, meduses, mol·luscs, peixos pedra i escurçanes. Austràlia és única en què té més espècies verinoses de serp que no verinoses.
La colonització d'Austràlia pels aborígens fa més de 40.000 anys, i pels europeus a partir del 1788, ha afectat significativament la fauna. La caça, la introducció d'espècies no nadiues i les pràctiques de colonització basades en la modificació o destrucció d'hàbitats han dut a nombroses extincions. Alguns exemples en són la cotorra del paradís, el bàndicut de peus de porc i el cangur rata de peus llargs. L'ús no sostenible de la terra encara amenaça la supervivència de moltes espècies. Per afrontar les amenaces a la supervivència de la seva fauna, Austràlia ha aprovat lleis federals i estatals d'ample abast i ha establert nombroses àrees protegides.

## Orígens

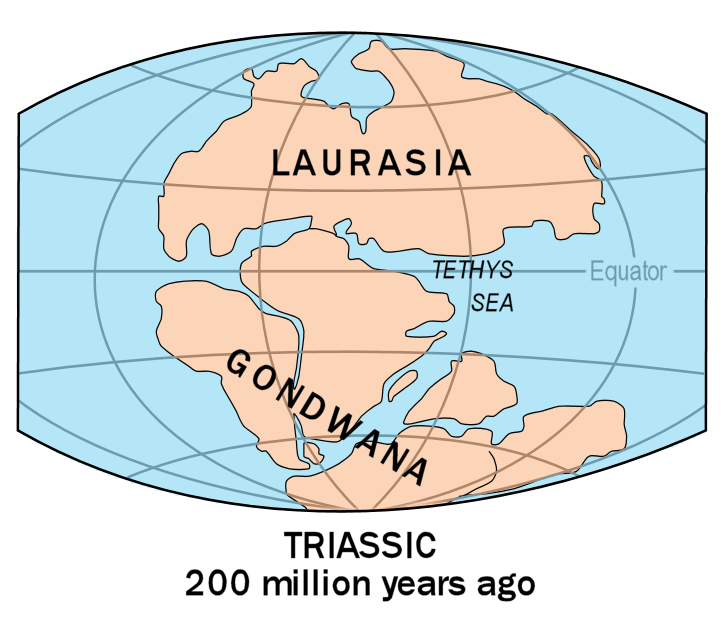
Les proves suggereixen que Austràlia formava part del supercontinent de Gondwana.

Tant els esdeveniments geològics com els climàtics han contribuït a fer única la fauna d'Austràlia. En el passat, Austràlia formà part del supercontinent meridional de Gondwana, que també incloïa Sud-amèrica, Àfrica, l'Índia i l'Antàrtida. Gondwana comença a fragmentar-se fa 140 milions d'anys; fa 50 milions d'anys, Austràlia se separà de l'Antàrtida i romangué relativament aïllada fins a la col·lisió de la placa indoaustraliana amb Àsia al Miocè, fa 5,3 milions d'anys. Aparentment, l'establiment i l'evolució de la fauna actual fou influïda pel clima i la geologia únics del continent. Mentre Austràlia anava a la deriva, romangué en certa manera aïllada dels efectes del canvi climàtic global. La fauna única que s'originà a Gondwana, com ara els marsupials, romangué i s'adaptà a Austràlia.
Després del Miocè, animals d'origen asiàtic pogueren establir-se a Austràlia. La línia de Wallace (la línia hipotètica que separa les regions zoogeogràfiques d'Àsia i Australàsia) marca el límit tectònic entre la placa eurasiàtica i la placa indoaustraliana. Aquest límit continental impedí que es formessin ponts terrestres i resultà en una distribució zoològica distinta, amb un solapament limitat, de la majoria d'animals asiàtics i australians, excepte els ocells. Amb l'enfortiment del corrent circumpolar a mitjans de l'Oligocè (fa uns quinze milions d'anys), el clima australià esdevingué cada cop més àrid, permetent l'aparició d'un grup divers d'organismes especialitzats en hàbitats àrids, igual que les zones tropicals humides i les zones estacionalment humides permeteren l'aparició de les seves pròpies espècies, amb les corresponents adaptacions.